# 3639 Weidenschilling
3639 Weidenschilling је астероид главног астероидног појаса са средњом удаљеношћу од Сунца која износи 2,400 астрономских јединица (АЈ).
Апсолутна магнитуда астероида је 13,7.